# Pilea plicatidentata
Pilea plicatidentata är en nässelväxtart som beskrevs av H. Winkl.. Pilea plicatidentata ingår i släktet pileor, och familjen nässelväxter. Utöver nominatformen finns också underarten P. p. microphylla.